# Nobuhiro Shiba
Nobuhiro Shiba (柴 暢彦 Shiba Nobuhiro?), född 18 april 1974 i Osaka prefektur, är en japansk före detta fotbollsspelare.
Shiba började sin karriär 1997 i Oita Trinity. Efter Oita Trinity spelade han för Albirex Niigata och Thespa Kusatsu. Han avslutade karriären 2003.